# NGC 2506
NGC 2506 (другое обозначение — OCL 593) — рассеянное скопление в созвездии Единорог.
Этот объект входит в число перечисленных в оригинальной редакции «Нового общего каталога».
В мае 2020 года были обнаружены два чётко очерченных приливных хвоста (которые обычно бывают у галактик), выходящих из скопления. Хвосты простираются на предсказанное расстояние 54 парсек.